# Шенандоа (Пенсилванија)
Шенандоа (енгл. Shenandoah) град је у америчкој савезној држави Пенсилванија.

## Демографија
По попису из 2010. године број становника је 5.071, што је 553 (-9,8%) становника мање него 2000. године.
| Група             | 2000.         | 2010.         |
| Белци             | 5.400 (96,0%) | 4.072 (80,3%) |
| Афроамериканци    | 19 (0,3%)     | 84 (1,7%)     |
| Азијати           | 20 (0,4%)     | 16 (0,3%)     |
| Хиспаноамериканци | 155 (2,8%)    | 848 (16,7%)   |
| Укупно            | 5.624         | 5.071         |